# 荷蘭音像製品製作與進口協會

荷蘭音像製品製作與進口協會的徽標

荷蘭音像製品製作與進口協會（荷蘭語：Nederlandse Vereniging van Producenten en Importeurs van beeld - en geluidsdragers，縮寫為：NVPI）是1973年，於荷蘭成立的娛樂行業協會。NVPI代表大多數荷蘭唱片公司、電影和遊戲軟體發行商。

## 外部連結
- NVPI官方網站 （页面存档备份，存于）